# Erich Regener
Erich Rudolf Alexander Regener  (Schleusenau, 1881. november 12. – Stuttgart, 1955. február 27.) német fizikus, aki leginkább a kozmikus sugárzás vizsgálatáról ismert.

## Élete
1881. november 12-én született Nyugat-Poroszországban (ma: Lengyelország) az akkor Brombergnek nevezett Bydgoszczhoz közeli Schleusenau faluban (ma: Wilczak. 1900–1905 között Berlinben, a Humboldt Egyetemen hallgatott fizikát; doktori témavezetője Emil Warburg volt. 1909–1911 között Heinrich Rubens asszisztenseként dolgozott, majd a kísérleti fizika és a meteorológia professzorának nevezték ki a berlini mezőgazdasági főiskolán. 
1920-ban a stuttgarti egyetemen lett a kísérleti fizika professzora az elméleti fizikus Paul Peter Ewald mellett. Nem
kellőképp világos, hogy milyen eredményeket ért el a náci uralom alatt, mert feleségének zsidó származása miatt különféle üldöztetésekben volt része, egyebek közt professzor tisztségéről is le kellett mondania. Gyanítják, hogy légkörben található töltött részecskék vertikális eloszlását leíró és tanítványáról, Georg Pfotzerről máig Pfotzer-görbének nevezett függvényt és ennek csúcspontját, a Pfotzer-maximumot valójában nem Pfotzer, hanem ő alkotta meg, illetve mutatta ki.
1937-ben „ideiglenesen nyugdíjazták”. ami után Friedrichshafenben, a Bodensee tónál megalapította magánlaboratóriumát, a Sztratoszféra-fizika Kutató Laboratóriumot (ez később beolvadt a Vilmos Császár Társaságba). 19939-ben meghívták Peenemündébe, hogy a Luftwaffe V-2 rakétaprogram részeként magaslégköri kutató berendezéseket fejlesszen. 
1948-ban a Max Planck Társaság első alelnökévé választották. 

## Munkássága
Korai, berlini éveiben főleg az atmoszféra ózontartalmának vizsgálatával ért el eredményeket. Ugyancsak Berlinben jött rá arra, hogyan tudja felhasználni William Crookes 1899-es megfigyelését az alfa-részecskék megszámlálására. Crookes (és vele párhuzamosan, Berlinben Julius Elster és Hans Friedrich Geitel) arra jött rá, hogy az alfa-sugarak okozta fluoreszcencia fénye nem folyamatos, hanem apró felvillanásokból áll össze. Az ennek megfigyelésére kidolgozott berendezését szpintariszkópnak nevezte el. feltételezte, hogy minden felvillanás egy-egy alfa-részecske becsapódását jelzi. Az elektromos töltés változásából és a becsapódások számából kiszámította az alfa-részecske töltését, és az általa kapott érték kitűnően egyezett azzal, amit Ernest Rutherford kapott elméleti megfontolásokból. 
Stuttgarti (és peenemündei) éveiben főleg azt vizsgálta, hogyan változik a kozmikus sugárzás intenzitása a légkörben, illetve a vízben (a mélység növelésével). Peenemündében végzett munkája alapján őt tekintik az első olyan tudósnak, aki kutatásaihoz rakétákat használt. 
Peenemündében egy, a magas légkör vizsgálatára szolgáló, acél burkolatú spektrográfot fejlesztett ki. Ezt a később Regener-Tonne névre keresztelt elemző műszert szokás úgy emlegetni, mint amivel a német rakétakísérletek hozzájárultak a tudomány fejlődéséhez. Azt a problémát, hogy a rakétával fellőtt spektrográf nem tudott ejtőernyővel visszaereszkedni, mert a ritka levegőben az ejtőernyő nem nyílt ki, Regener úgy hidalta át, hogy sűrített levegővel fújta fel alulról az ernyőt. Az új berendezés első sikeres fellövése és visszaérkezése (1944. szeptember) után azonban kutató programját megszüntették, és a neki átadott rakétákat elkobozták, hogy Londonra (illetve Antwerpenre) lőjék ki őket. A háború végén az általa kifejlesztett leszállóegység szőrén-szálán eltűnt, majd a háború után Amerikában bukkant fel.
Kimagasló intellektusát jelzi a mikrohullámú háttérsugárzás megjóslása.

## Fontosabb publikációi
- Über die chemische Wirkung kurzwelliger Strahlung auf gasförmige Körper, Dissertation, Friedrich-Wilhelms-Universität zu Berlin, 12. Aug. 1905
- Meyer, E (1908). „Concerning Oscillation of Radioactive Radiation and a Method for Determining the Electric Element Quantum” (german nyelven). Annalen der Physik 25 (4), 757–774. o.

- Regener, Erich (1909). „On Counting the Alpha Particles by Scintillation and on the Size of the Electrical Elementary Quantum” (german nyelven). Sitzungsberichte der Koniglich Preussischen Akademie Der Wissenschaften, 948–965. o.

- Regener, Erich (1913). „Die neuen Versuche von C.T.R. Wilson zur Sichtbarmachung der Bahnen der radioaktiven Strahlen” (german nyelven). Naturwissenschaften 1, 299–302. o. DOI:10.1007/BF01503917.

- Über Kathoden-, Röntgen- und Radiumstrahlen, Rede, geh. in d. Kgl. Landwirtschaftlichen Hochschule zu Berlin am 26. Jan. 1915. Berlin ; Wien : Urban & Schwarzenberg, 1915
- Über die Ursache, welche bei den Versuchen von Hrn. F. Ehrenhaft die Existenz eines Subelektrons vortäuscht, Berlin 1920 (Sitzungsbericht d. Preuss. Akademie d. Wiss. Phys.-math. Kl. 1920)
- Regener, Erich (1927). „Besprechungen” (german nyelven). Die Naturwissenschaften 15 (38), 789–792. o. DOI:10.1007/BF01504664.

- Regener, Erich (1934). „Aufnahmen des ultravioletten Sonnenspektums in der Stratosphäre und vertikale Ozonverteilun” (german nyelven). Phys. Z. 35, 788–793. o.

- Regener, Erich (1935. november 1.). „Vertical Intensity of Cosmic Rays by Threefold Coincidences in the Stratosphere”. Nature 136 (3444), 718–719. o. DOI:10.1038/136718a0.

- Über Ballone mit großer Steiggeschwindigkeit, Thermographen von geringer Trägheit, Quarzbarographen und über die Kondensation und Sublimation von Wasserdampfes bei tiefen Temperaturen, München; Berlin: Oldenbourg, 1941 (Schriften d. Dt. Akademie d. Luftfahrtforschung 37)
- Aufbau und Zusammensetzung der Stratosphäre, München; Berlin: Oldenbourg, 1941 (Schriften der Deutschen Akademie der Luftfahrtforschung 46)
- Optische Interferenzen an dünnen, bei 190 °C kondensierten Eisschichten, 1954

## Fordítás
- Ez a szócikk részben vagy egészben  az   Erich Regener című angol Wikipédia-szócikk ezen változatának fordításán alapul.  Az eredeti cikk szerkesztőit annak laptörténete sorolja fel. Ez a jelzés csupán a megfogalmazás eredetét és a szerzői jogokat jelzi, nem szolgál a cikkben szereplő információk forrásmegjelöléseként.